# Classification en classes multiples

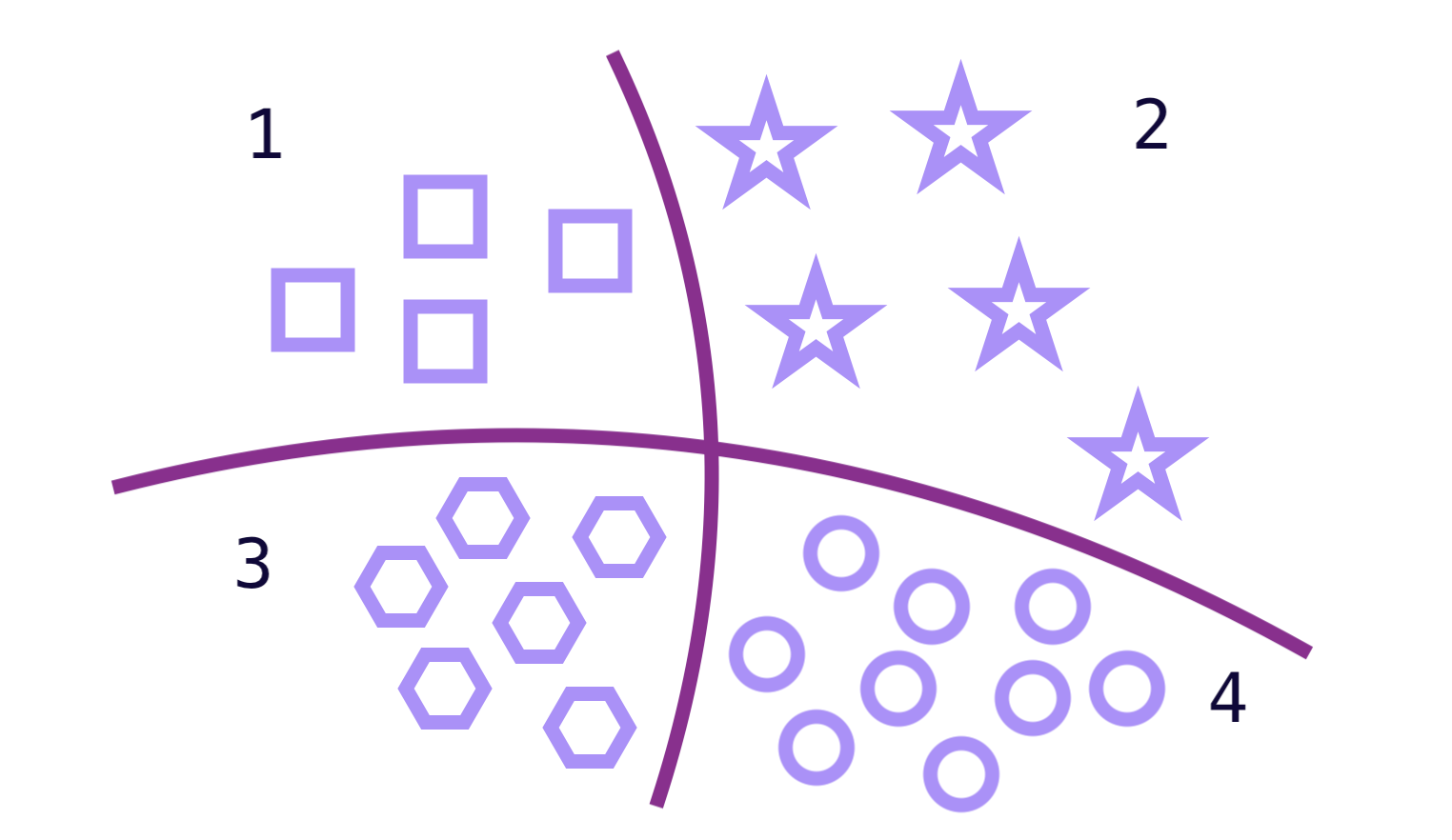
Cette image illustre un exemple simple de problème de classification multi-classes, où les données sont classées en quatre classes par deux lignes divisant le plan.

En apprentissage automatique, la classification en classes multiples est un processus de répartition d'un lot de propositions entre plus de deux ensembles (classer des propositions dans un ou deux ensembles s'appelle classification binaire (en)).